# European Football League 2016
Navigation
Eurobowl 2015 Eurobowl 2017
L'European Football League 2016, abrégée en EFL 2016, en français Ligue Européenne de Football Américain (de) 2016, est la 30e édition de l'European Football League, la plus importante compétition européenne interclubs de la discipline.
Depuis la saison 2014, celle-ci est réservée aux équipes de Division I européenne, qui participent au tournoi dénommé BIG 6 , lequel permet de se qualifier pour l'Eurobowl.
Les équipes de Division II participent à la compétition dénommée EFL Bowl.

## Équipes participantes
| Club                         | Titres |
| ---------------------------- | ------ |
| Groupe A                     |        |
| New Yorker Lions             | 3      |
| Vikings de Vienne            | 5      |
| Argonautes d'Aix-en-Provence | 0      |
| Groupe B                     |        |
| Berlin Adler                 | 2      |
| Raiders du Tyrol             | 3      |
| Schwäbisch Hall Unicorns     | 0      |

## Formule
Les six équipes sont réparties en deux groupes de trois. Toutes les équipes d’un même groupe se rencontrent, à raison d’un match à domicile et un match à l’extérieur.

## Résultats

### Groupe A
| Rang | Équipe                       | Pts | J | G | N | P | Bp | Bc | Diff |
| ---- | ---------------------------- | --- | - | - | - | - | -- | -- | ---- |
| 1    | New Yorker Lions             | 4   | 2 | 2 | 0 | 0 | 74 | 14 | +60  |
| 2    | Vikings de Vienne            | 2   | 2 | 1 | 0 | 1 | 56 | 21 | +35  |
| 3    | Argonautes d'Aix-en-Provence | 0   | 2 | 0 | 0 | 2 | 0  | 95 | -95  |

- 9 avril 2016 : Argonautes 0-42 Vikings

- 24 avril 2016 : Vikings 14-21 Lions

- 7 mai 2016 : Lions 53-0 Argonautes

### Groupe B
| Rang | Équipe                   | Pts | J | G | N | P | Bp | Bc | Diff |
| ---- | ------------------------ | --- | - | - | - | - | -- | -- | ---- |
| 1    | Raiders du Tyrol         | 4   | 2 | 2 | 0 | 0 | 92 | 0  | +92  |
| 2    | Schwäbisch Hall Unicorns | 2   | 2 | 1 | 0 | 1 | 28 | 34 | -6   |
| 3    | Berlin Adler             | 0   | 2 | 0 | 0 | 2 | 0  | 86 | -86  |

- 24 avril 2016 : Adler 0-58 Raiders

- 30 avril 2016 : Unicorns 28-0 Adler

- 7 mai 2016 : Raiders 34-0 Unicorns

## EurobowlXXX
11 juin 2016 à Innsbruck au Tivoli Stadion Tirol : Raiders du Tyrol 21-35 New Yorker Lions.